# Nébuliseur

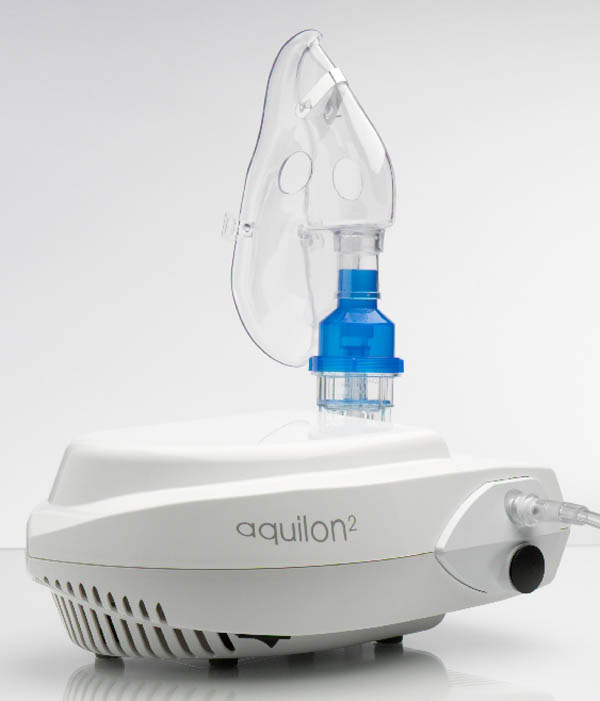
Nébuliseur et aérosol moderne

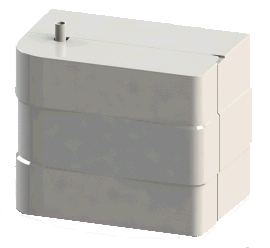
Nébuliseur Venturi

Un nébuliseur ou nébulisateur (parfois brumisateur, atomiseur ou vaporisateur), est un appareil permettant de transformer certains liquides en un nuage de particules extrêmement fines (brouillard) et ce, à froid.
Les liquides sources d’aérosols peuvent être de l'eau, des huiles essentielles, des acides, du carburant, des solvants, et certaines peintures. Les générateurs d'aérosols ne devraient toutefois pas être confondus avec les brumisateurs, qui projettent simplement des gouttelettes d'eau.
En 2008, à date, il n'existait pas d'essai comparatif des différents types de nébuliseurs sur des critères d'efficacité clinique.

## Types de nébuliseurs
Il existe principalement trois types de nébuliseur :
1. le nébuliseur pneumatique (dit « aérosol-doseur »), où un compresseur envoie un flux de gaz (oxygène ou air) dans un nébuliseur où le médicament est pulvérisé. Le nébuliseur pneumatique à effet Venturi utilise cet effet physique pour nébuliser/brumiser la solution aqueuse pour la transformer en aérosols remplis de médicaments et de taille adéquate pour atteindre les alvéoles pulmonaires d'un patient à traiter ;
2. le nébuliseur ultrasonique, qui transforme la solution de médicament en aérosol grâce aux vibrations d'un quartz ;
3. le nébuliseur à membrane, qui produit un aérosol par passage d'une solution à travers une membrane perméable.

## Applications
Les applications sont nombreuses, dont la diffusion de parfums, de produits de traitement des mauvaises odeurs, de produits dissuasifs nuisibles, et de désinfectants :
- analyse chimique par torche à plasma ;
- analyse chimique par spectrométrie d'absorption atomique ;
- humidification ;
- aérosol ;
- diffusion d'huiles essentielles et d'huiles de parfumerie ;
- produits actifs destructeur d'odeurs ;
- produits dissuasifs nuisibles processus chimique ;
- recherche médicale ;
- inhalation.

## Fonctionnement

### Nébuliseur à ultrasons
Le nébuliseur à ultrasons convertit des liquides à faible viscosité en fines particules. Les liquides entrent dans un récipient via un port d'admission situé sur le côté, fourni avec l'appareil et situé au sommet d'un élément vibrant. La transformation de phase liquide/gaz est générée par l’action de la surface vibrante, elle-même actionnée par les ultrasons (fréquence supérieure à vingt kilohertz).
À mesure que les ondes se transmettent dans le liquide, celui-ci va commencer à être poussé vers le haut pour former une petite fontaine. De petites particules vont décoller de la surface de cette fontaine et flotter au-dessus du liquide pour apparaître comme une fumée. La gravité affecte très peu les particules produites. Un léger débit d'air ou de gaz ou un vide est suffisant pour mettre les particules en mouvement.

### Nébuliseur concentrique (à effet Venturi)
Les nébuliseurs concentriques sont souvent utilisés pour les analyses chimiques par torche à plasma et spectrométrie d'absorption atomique. Ils se servent de l'effet Venturi pour aspirer le liquide et le transmettre en aérosol.
Les débits d'aspiration peuvent être assez grands (ex. de l'ordre de six millilitres par minute) ou au contraire très petits (ex. cinquante microlitres par minute). Dans ce dernier cas, ces nébuliseurs sont appelés « micro-nébuliseurs » (ie. nébuliseurs à débits de quelques centaines de microlitres maximum).
Les nébuliseurs concentriques et les micro-nébuliseurs peuvent être en quartz, verre, Polycon, PFA ou PTFE, afin de s'adapter aux liquides aspirés (comme l'utilisation courante de nébuliseur en PFA en cas de liquide contenant de l'acide fluorhydrique (HF)).
Les nébuliseurs Venturi convertissent les liquides en fumées (fines particules) grâce à un compresseur et une tête de nébulisation. Le liquide aspiré par effet Venturi est nébulisé en fines particules ce qui permet d'obtenir une surface d'échange importante.
Il existe de nombreux appareil à effet Venturi permettant de traiter tous les espaces et volumes que ce soit à l'intérieur ou à l'extérieur.  
L'aérosol généré peut être transmis :
- à une chambre de nébulisation pour homogénéiser les gouttelettes générées ;
- directement au plasma (en cas d'analyse chimique par torche à plasma) ;
- à d'autres dispositifs d'analyse ou de diffusion.